# Marrakesz (stacja kolejowa)
Marrakesz – stacja kolejowa w Marrakeszu, w regionie Marrakesz-Tansift-Al-Hauz, w Maroku. Znajdują się tu 2 perony.

## Historia
Stacja została otwarta w 1936 roku wraz z linią Casablanca – Marrakesz.